# Бимер (Небраска)
Бимер (енгл. Beemer) град је у америчкој савезној држави Небраска.

## Демографија
По попису из 2010. године број становника је 678, што је 95 (-12,3%) становника мање него 2000. године.
| Група             | 2000.       | 2010.       |
| Белци             | 733 (94,8%) | 611 (90,1%) |
| Афроамериканци    | 0 (0,0%)    | 0 (0,0%)    |
| Азијати           | 3 (0,4%)    | 1 (0,1%)    |
| Хиспаноамериканци | 28 (3,6%)   | 52 (7,7%)   |
| Укупно            | 773         | 678         |